# Monoophorum tubiferum
Monoophorum tubiferum är en plattmaskart som först beskrevs av Westblad 1955.  Monoophorum tubiferum ingår i släktet Monoophorum, och familjen Cylindrostomidae. Arten är reproducerande i Sverige.